# 1939年香港市政局選舉
1939年香港市政局選舉原定在2月2日舉行，選出市政局的一名非官守議員。周錫年博士在無競爭下連任。